# ويليام روبرتسون (لاعب كريكت نيوزلندي)
ويليام روبرتسون (22 سبتمبر 1940 في نيوزيلندا - ) (بالإنجليزية: William Robertson)‏ هو لاعب كريكت نيوزلندي.

## وصلات خارجية
- ويليام روبرتسون على موقع إي آس بي آن كريك إنفو (الإنجليزية)